# والاس دان
والاس دان هو سياسي أمريكي، ولد في 12 يناير 1847 في ستامفورد في الولايات المتحدة، وتوفي في 1934. نشط حزبياً في الحزب الديمقراطي. وقد انتخب عضو مجلس نواب كونيتيكت ‏.